# Mildred J. Hill
Mildred Jane Hill (Louisville, Kentucky, 27 de juny de 1859 - Chicago, Illinois, 5 de juny de 1916) va ser una compositora i musicòloga nord-americana, que va compondre la melodia de «Good Morning to All» [Bon dia a tothom], més tard utilitzada com a melodia de «Happy Birthday to You» [Moltes felicitats].

## Biografia
Mildred Jane Hill era la més gran dels sis fills del reverend William Wallace Hill, un clergue presbiterià, i la seva dona, Martha Jane Smith. Va estudiar al Seminari Femení de Bellewood, a Kentucky, i es va fer pianista, organista i compositora, així com el que ara anomenaríem etnomusicòloga. S'especialitzà en música afroamericana i en l'estudi dels espirituals negres, que va transcriure i recopilar. Més endavant va estudiar a Chicago amb Calvin B. Cady i William Tomlins, prestigiosos professors musicals de l'època.
Mildred Hill i la seva germana, la pedagoga i mestra Patty Hill, van ser homenatjades a l'Exposició Mundial de Chicago (1893) pel seu treball en el programa d'educació progressiva a la llar d'infants Louisville Experimental Kindergarten School, un corrent pedagògic que posa l'èmfasi en la creativitat de nens i nenes, i en el seu benestar social i emocional, a més de l'aprenentatge acadèmic.
Va escriure sobre música amb el pseudònim de Johann Tonsor, per exemple un article, «Música negra», publicat al desembre de 1892 a la revista Music, en què suggereix que el cos existent de música negra seria la base d'un estil musical americà distintiu. Aquest article, en què cridava l'atenció sobre el valor dels anomenats «crits de carrer», els crits afroamericans que Hill tant elogiava, va ser una de les principals fonts d'inspiració per a Dvořák en la composició de la Simfonia del Nou Món.
Hill va morir a Chicago, Illinois, el 1916, molt abans que la seva cançó es fes famosa. Està enterrada a prop de la seva germana, al cementiri de Cave Hill a Louisville, Kentucky. Els manuscrits i els documents de Mildred Hill estan conservats a la Biblioteca de Música de la Universitat de Louisville (Kentucky).

## «Happy Birthday to You»
Al 1889, mentre Patty Hill dirigia la Louisville Experimental Kindergarten School, i també hi ensenyava, les germanes Mildred i Patty Hill van començar a col·laborar per escriure cançons per a nens i nenes, que publicarien a Chicago el 1894 en un aplec titulat Song Stories for the Kindergarten [Històries de cançons per a la llar d'infants].

Entre aquestes cançons, van escriure «Good Morning to All»; Mildred en va escriure la melodia i Patty, la lletra. La cançó té una melodia senzilla que només abasta una octava, i pot ser recordada i entonada per qualsevol alumne de la llar d'infants i per tothom. Va néixer per ser una cançó de salutació matinal, que mestres i companys cantessin a l'aula, i presenta elements musicals –la simetria, la repetició i la variació– que la fan una melodia interessant; i de fet, es diu que el poder de la cançó està relacionat amb l'estètica i la dinàmica del «crit de carrer» afroamericà.
El recull de cançons va tenir més de 20 edicions i es va traduir a diferents llengües, entre les quals el francès, l'alemany, l'italià, l'espanyol, el xinès, el japonès i el suec.
«Happy Birthday to You» va aparèixer per primera vegada l'any 1912 amb la melodia de «Good Morning to All» però amb una lletra diferent. La seva popularitat va continuar creixent durant la dècada de 1930, sense que s'identifiqués cap autor per a la nova lletra, ni per a la melodia. Basant-se en els registres de drets d'autor de 1935, les germanes es van fer conegudes com les autores de «Happy Birthday to You». Després de molts litigis entorn d'aquests drets, en els quals elles mai van participar, al setembre de 2015 un jutge federal va declarar que la cançó passava a ser de domini públic.
Mildred Hill i la seva germana van ser incorporades pòstumament al Saló de la Fama dels Compositors el 1996.